# Meret Becker
Meret Becker (n. 15 ianuarie 1969 în Bremen) este o actriță și cântăreață germană.

## Biografie
Meret Becker, a fost deja ca și copil răsfățată de publicul din Germania. Îmtreună ce fratele Ben Becker au jucat împreună mai multe roluri de teatru.

## Filme
- 1980: Kaltgestellt
- 1986: Blinde Leidenschaft
- 1990: Werner – Beinhart!

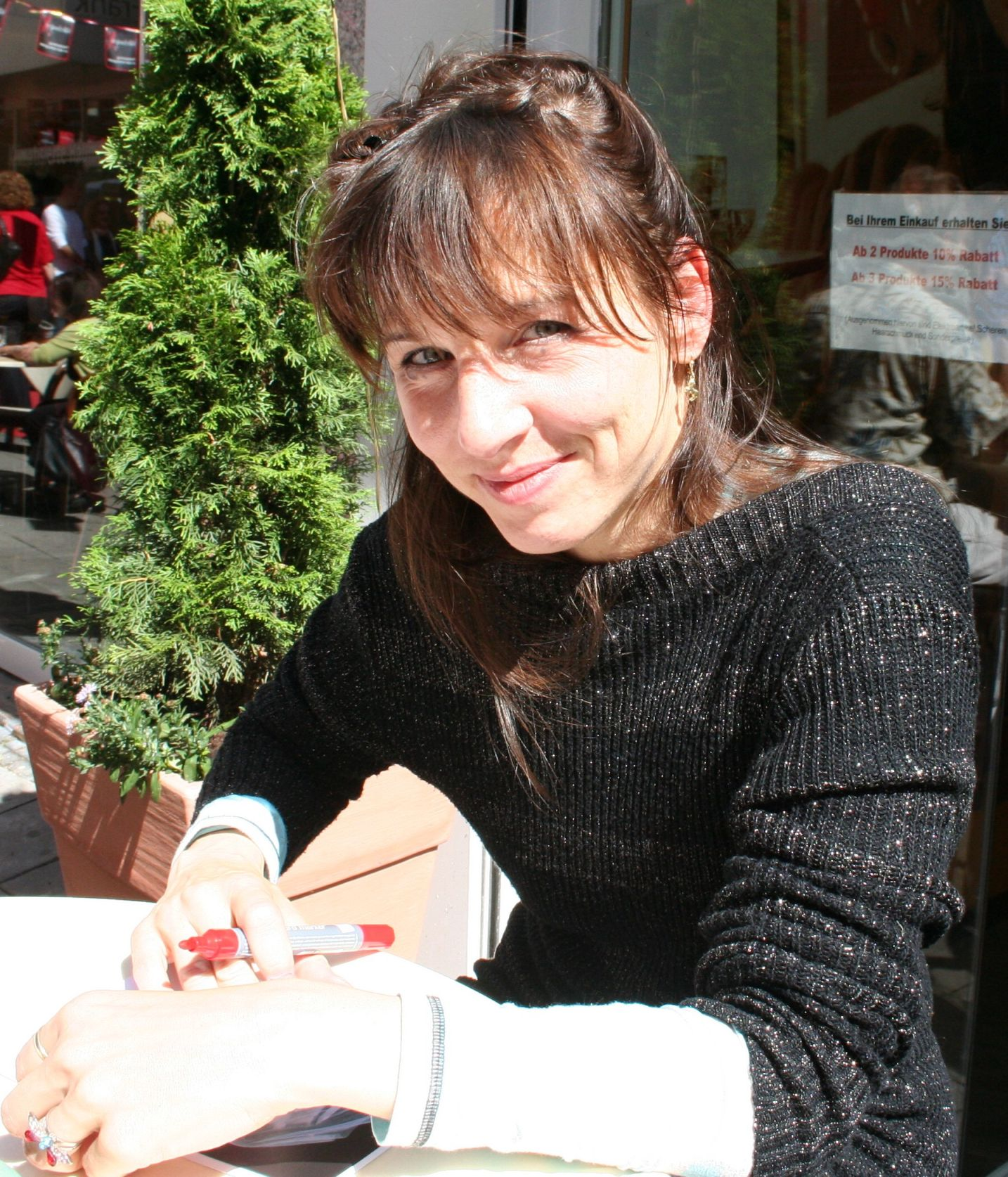
Meret Becker

- 1990–1991: Auf Achse, ca Bettina a jucat alături de Manfred Krug și Rüdiger Kirschstein
- 1991: Fremde, liebe Fremde
- 1991: Allein unter Frauen
- 1992: Kleine Haie
- 1992: Happy Birthday Türke
- 1994: Das Versprechen
- 1994: Die Sieger
- 1996: Kondom des Grauens
- 1997: Diamanten küßt man nicht
- 1997: Rossini – oder die mörderische Frage, wer mit wem schlief
- 1997: Das Leben ist eine Baustelle
- 1997: Comedian Harmonists
- 1998: Das Gelbe vom Ei
- 1999: Pünktchen und Anton
- 1999: Der Einstein des Sex
- 2000: Rote Glut
- 2001: Heinrich der Säger
- 2001: Null Uhr 12
- 2002: NOGO
- 2002: Katzenzungen
- 2003: hamlet X // Vol.1 // Bentley
- 2003: Der Wunschbaum, (ARD-Fernsehtrilogie)
- 2005: Polly Blue Eyes
- 2005: München
- 2006: Urlaub vom Leben
- 2006: 3 Grad kälter
- 2006: Beutolomäus und der geheime Weihnachtswunsch
- 2006: Komm näher
- 2007: Mein Führer – Die wirklich wahrste Wahrheit über Adolf Hitler
- 2007: Meine schöne Bescherung
- 2008: Marie Brand und die Nacht der Vergeltung
- 2010: Boxhagener Platz
- 2010: Aufschneider (serial TV)